# 入贅
入贅又稱為招贅、入贅婚，為父系社會特殊婚姻模式、母系社會正常婚姻模式。簡單來说，男子如同女子出嫁般，成為女方家庭成員，視岳父母為父母。入贅的男子稱贅夫、贅婿，俗稱為姑爺。
在中国，入贅俗稱「倒插門」、「上門女婿」。

## 形式

### 入舍婿
男子完全成為妻家成員，又稱「養老婿」，子女必須全部隨母姓，部分門閥的入贅婚，甚至會有男子必須冠姓（冠上妻家姓氏），不許納妾，祭拜原族祖先、回到原生家庭須得到妻家同意。子女对父母的亲戚的称呼与其他家庭相反，如称外祖父母为爷爷奶奶，称祖父母为外公外婆，称父亲的兄弟为舅舅。

### 部份子女從母姓
台語俗稱抽豬母稅。各地風俗不同，有些地區是第一个兒子從母姓，其他隨父姓。有些是第一個孩子從母姓，第二個孩子從父姓，如此類推。

### 婿養子
白族、彝族、瑤族、大和族、琉球族有種以養子名義入贅的約定習俗，稱婿養子。這種婚俗中的男子婚後改用妻姓，依照妻子家中排行，妻子的兄弟姊妹亦視之為兄弟而非「姊夫」或「妹夫」，並可繼承妻家的家業。

### 接腳夫
又稱接腳婿，是指夫死後仍居於夫家的寡婦為填補家庭勞動力所招之夫。

### 年限婿
結婚前訂下契約，規定女婿要在妻家生活一段日子，期滿即可攜妻子歸宗夫家。

### 歸宗婿
指期限一到或妻亡後即離婚歸宗本家的贅婿。

### 視乎情況改變身份者
指女婿入贅後一段時間，再視乎情況決定繼續留在妻家還是攜妻歸宗。滿族於入關建立清朝前曾有過這種婚姻形式，努爾哈赤就曾經入贅元配妻子佟佳氏家中，後來才攜妻回歸本宗。

## 贅婿地位
由於传统父系社会中，一般是男方經濟能力较差，女方富裕且没有兄弟（或兄弟已歿、出家、殘疾致不能繼後）才會發生入赘的情形，故社會上時常輕視贅婿，認為是無力謀生的男子。即使駙馬也無法改變地位。

## 外部連結
- 地圖會說話: 臺灣的母系社會遺緒
- 台灣有關入贅的繼承權（页面存档备份，存于）